# Bogogno
Bogogno (Boeugn IPA [bʊˈœŋ] in piemontese, Bovoeugn in lombardo) è un comune italiano di 1 291 abitanti della provincia di Novara in Piemonte. È tra i dieci comuni più ricchi d'Italia secondo la classifica de Il Sole 24 Ore.
Nel settembre del 2009, Bogogno ha ospitato i campionati del mondo di paraciclismo su strada, dove parteciparono 40 nazioni e più 290 atleti. Il circuito della gara si estendeva nei comuni di Bogogno, Cressa e Suno.
Inoltre, il comune è conosciuto per l'importante golf resort, composto da 2 percorsi da 18 buche ognuno, che ospita importanti eventi e gare di livello nazionale ed internazionale. Nel 2014, nel golf resort di Bogogno furono girate delle scene del film "Il ricco, il povero e il maggiordomo" del celebre trio Aldo, Giovanni e Giacomo.

## Storia

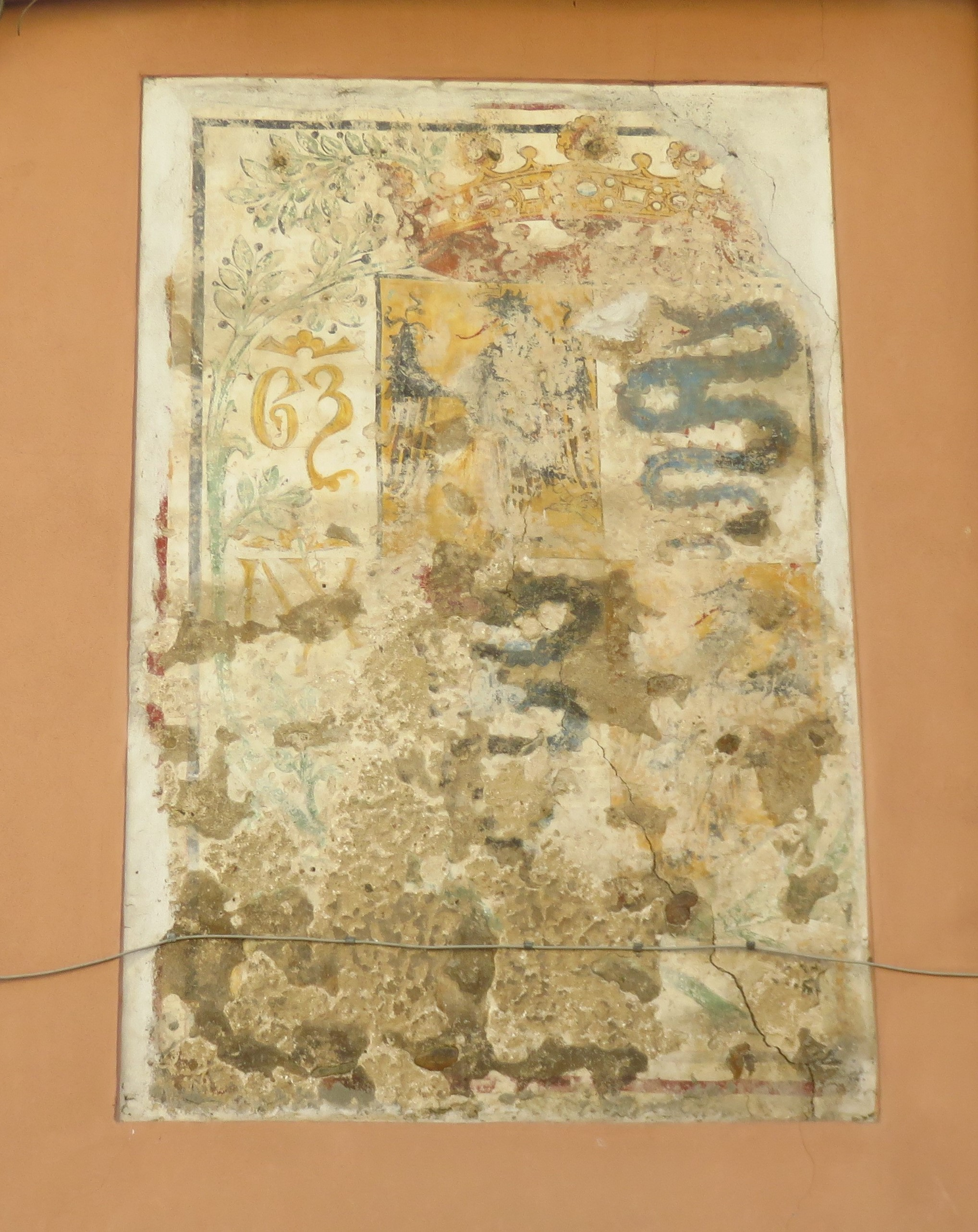
Affresco dello stemma dei Visconti - Bogogno

Le prime notizie storiche certe su Bogogno risalgono all'epoca romana e si desumono da una testimonianza rappresentata da un cippo votivo dedicato a Diana rinvenuto in località "Minerva" presso l'attuale oratorio di Santa Maria in Valle.
Nei secoli IX e X Bogogno era già un villaggio rurale di una certa consistenza e nel 962, con diploma imperiale, l'imperatore Ottone I lo donò ai Canonici di San Giulio come parte delle corti di Agrate e Baraggiola.
Nel 1248 le terre di proprietà dei Canonici di San Giulio situate in territorio di Bogogno passarono al comune di Novara e, successivamente, ai conti di Biandrate.
Nei secoli successivi al 1400, le terre di Bogogno vennero rifondate prima dai Visconti e poi dagli Sforza, per passare successivamente nella disponibilità della famiglia Borromeo che le mantenne fino al 1797.
Con la presenza dei Borromeo arrivarono in Bogogno i Padri Gesuiti, che dai Borromeo ricevettero in dono molti possedimenti, comprese strutture abitative del centro storico da loro trasformate in strutture conventuali le cui tracce sono ancora ben visibili.
Ai Borromeo seguirono altre importanti famiglie emergenti quali i Bono, i Marchesi Terzi ed i conti Devisart che mantennero le loro proprietà in paese fino alla fine dell'800.

## Monumenti e luoghi d'interesse

### Chiesa Parrocchiale di Santa Agnese
In prossimità di Villa Bono, nella parte alta del paese, è situata la parrocchiale dedicata a Sant'Agnese, la cui presenza è già documentata nel 1514. Al suo interno sono da segnalare pregevoli opere pittoriche del bogognese Giuseppe Guglielmetti; recentemente sono stati rinvenuti alcuni stucchi secenteschi.

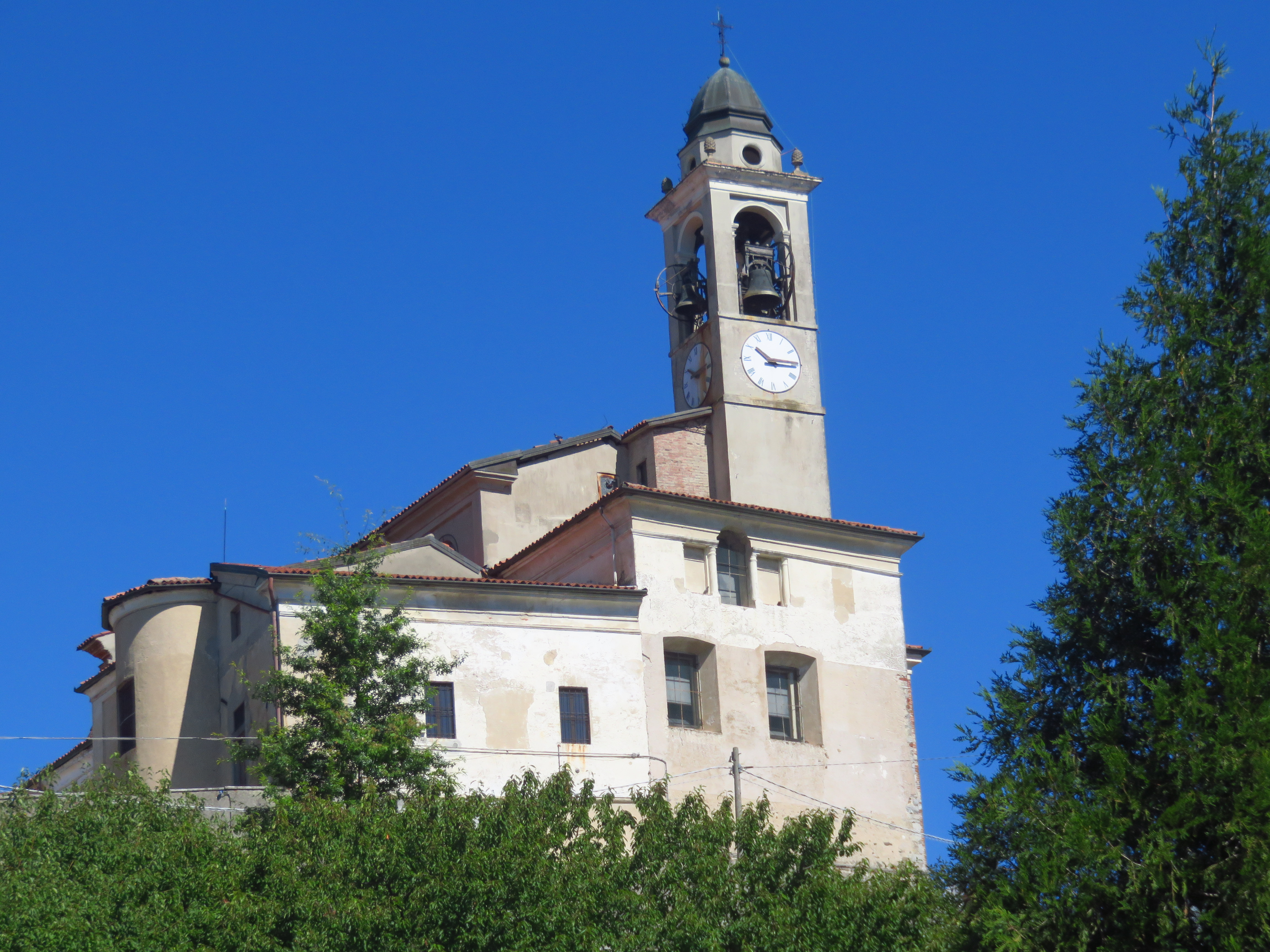
Chiesa di Sant'Agnese - Bogogno

### Oratorio di San Giacomo
L’antico oratorio dedicato a San Giacomo si trova fuori dall’abitato lungo la strada che conduce a Veruno. Scarse sono le notizie documentarie della chiesa, le prime risalgono ad una visita pastorale del Vescovo Bascapè avvenuta nel 1595. Risulta che l’edificio fosse di dimensioni più modeste rispetto all’attuale. Negli anni 1624-25 venne ampliato: fu aggiunta una nuova campata e una balaustra. Nel XIX secolo venne utilizzato come lazzaretto. Di pregevole fattura sono gli affreschi che adornano il suo interno e rappresentano una testimonianza significativa delle tendenze pittoriche novaresi del XV e XVI secolo. D’effetto è l’affresco raffigurante il “Matrimonio mistico di Santa Caterina con il Divin Fanciullo” seduto in braccio alla Vergine opera di un anonimo “…de Burgimainerio pixit” ovvero “Maestro di Borgomanero”. Gli affreschi più antichi sono quelli che decorano la zona absidale e le due pareti laterali della seconda campata attribuiti a Giovanni de Campo e datati 1473. Di particolare curiosità è la raffigurazione del Miracolo di Sant’Eligio. Il dipinto è ambientato nella bottega di un fabbro dove il Santo riattacca, sotto lo sguardo incredulo del padrone, una zampa a un cavallo mutilato.

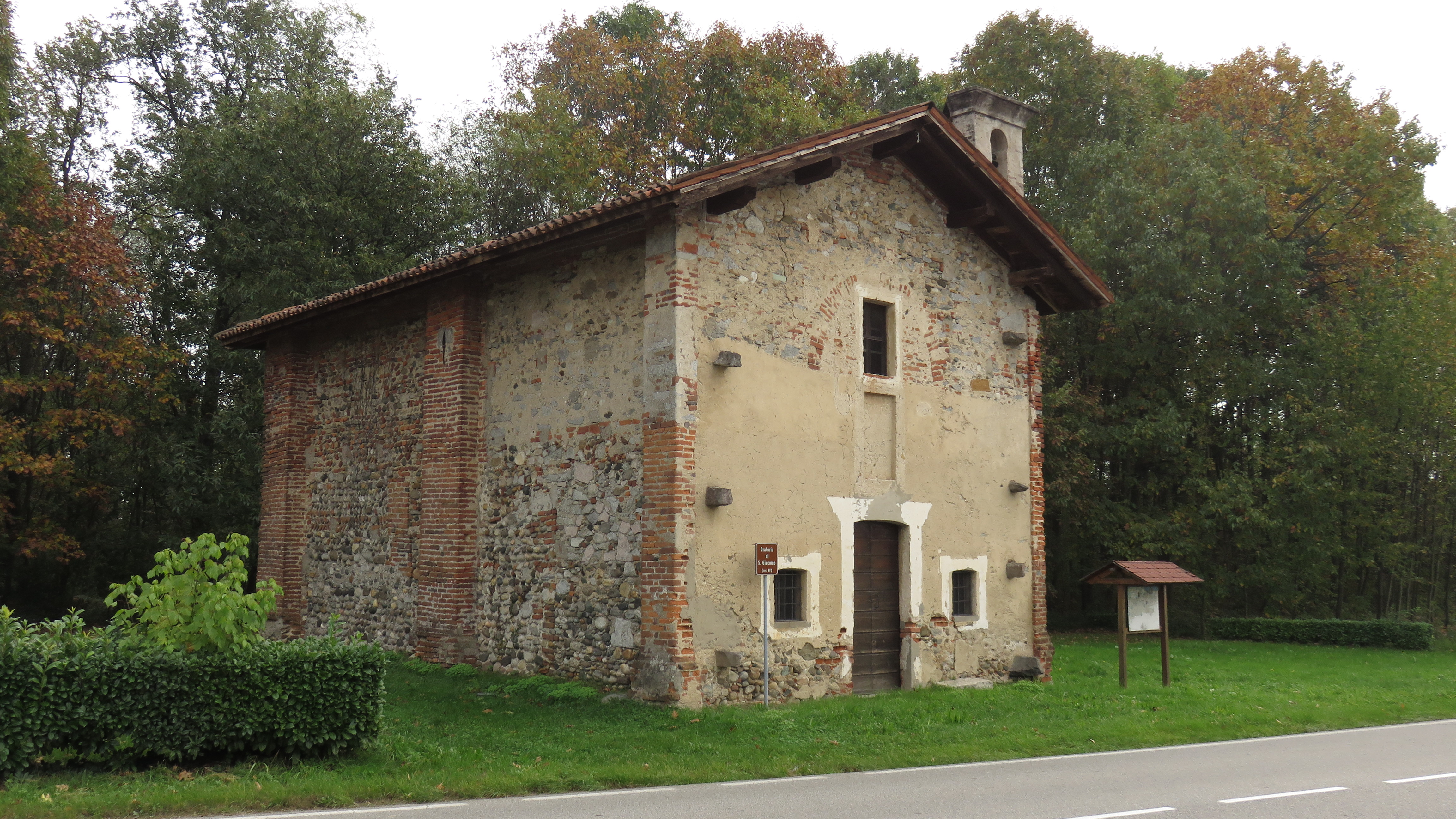
Oratorio di San Giacomo - Bogogno

### Chiesa di Santa Maria in Valle
Sorge fuori dall’abitato al confine con il territorio comunale di Agrate Conturbia in località denominata “Minerva”. Il toponimo suffraga l’ipotesi che in tale luogo, in epoca romana, sorgesse un tempio pagano e proprio qui verso la fine del XIX secolo fu ritrovato un cippo votivo dedicato a Diana, ora conservato a Novara presso il Museo della Cattedrale. Attiguo all’oratorio si trovava un piccolo cimitero ove venivano tumulati i defunti di Agrate e Bogogno, ora rimangono solo i resti di un ossario. Il catino absidale è interamente affrescato da pitture risalenti alla fine del XV secolo e agli inizi del XVI secolo. Vengono rappresentati il Cristo in mandorla con i simboli degli Evangelisti, nella parte inferiore si possono ammirare una Madonna del Latte con Bambino in braccio e una teoria di Santi con cartiglio, sicuramente opera di artista novarese.

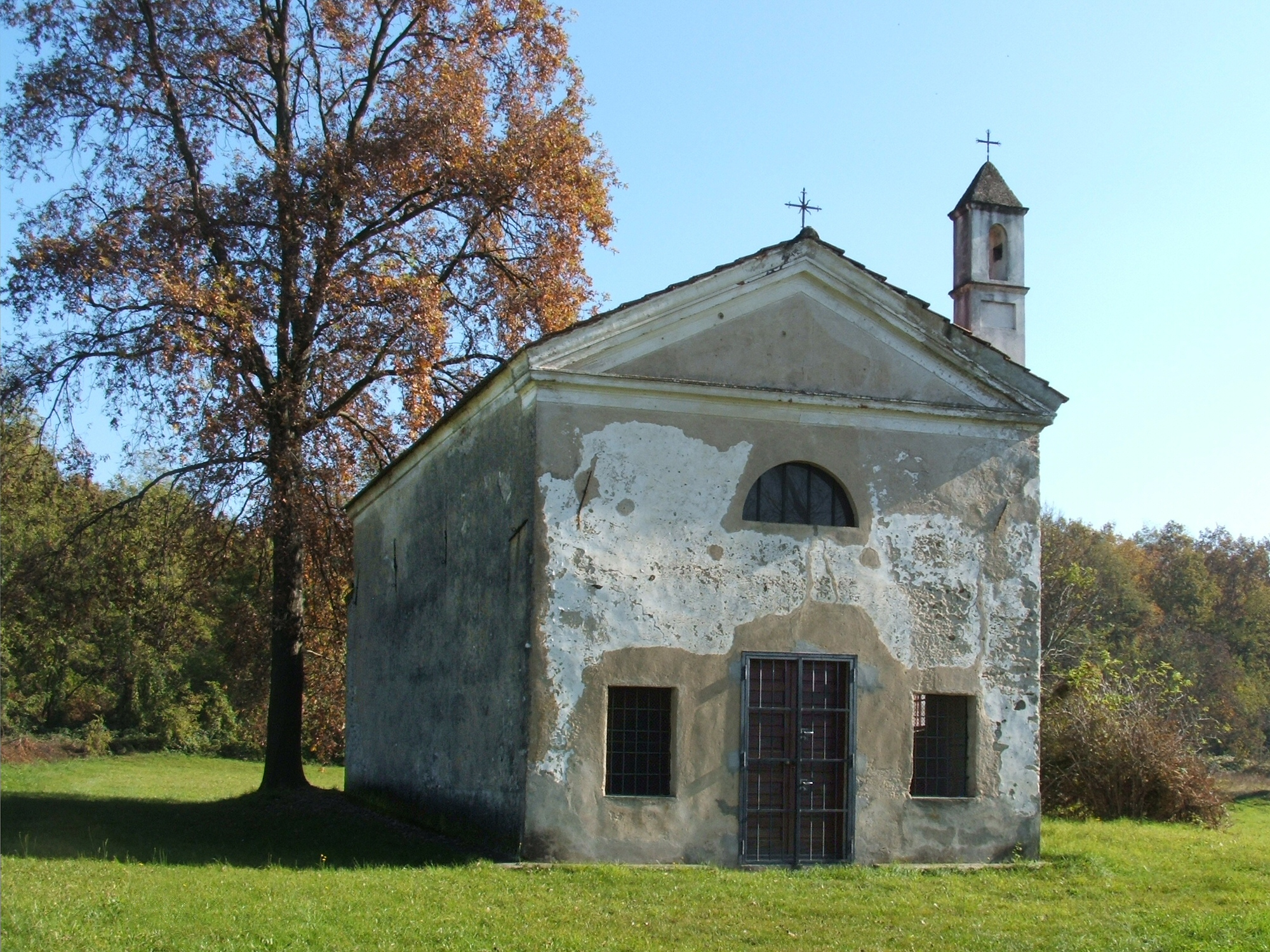
Chiesa di Santa Maria in Valle - Bogogno e Agrate Conturbia

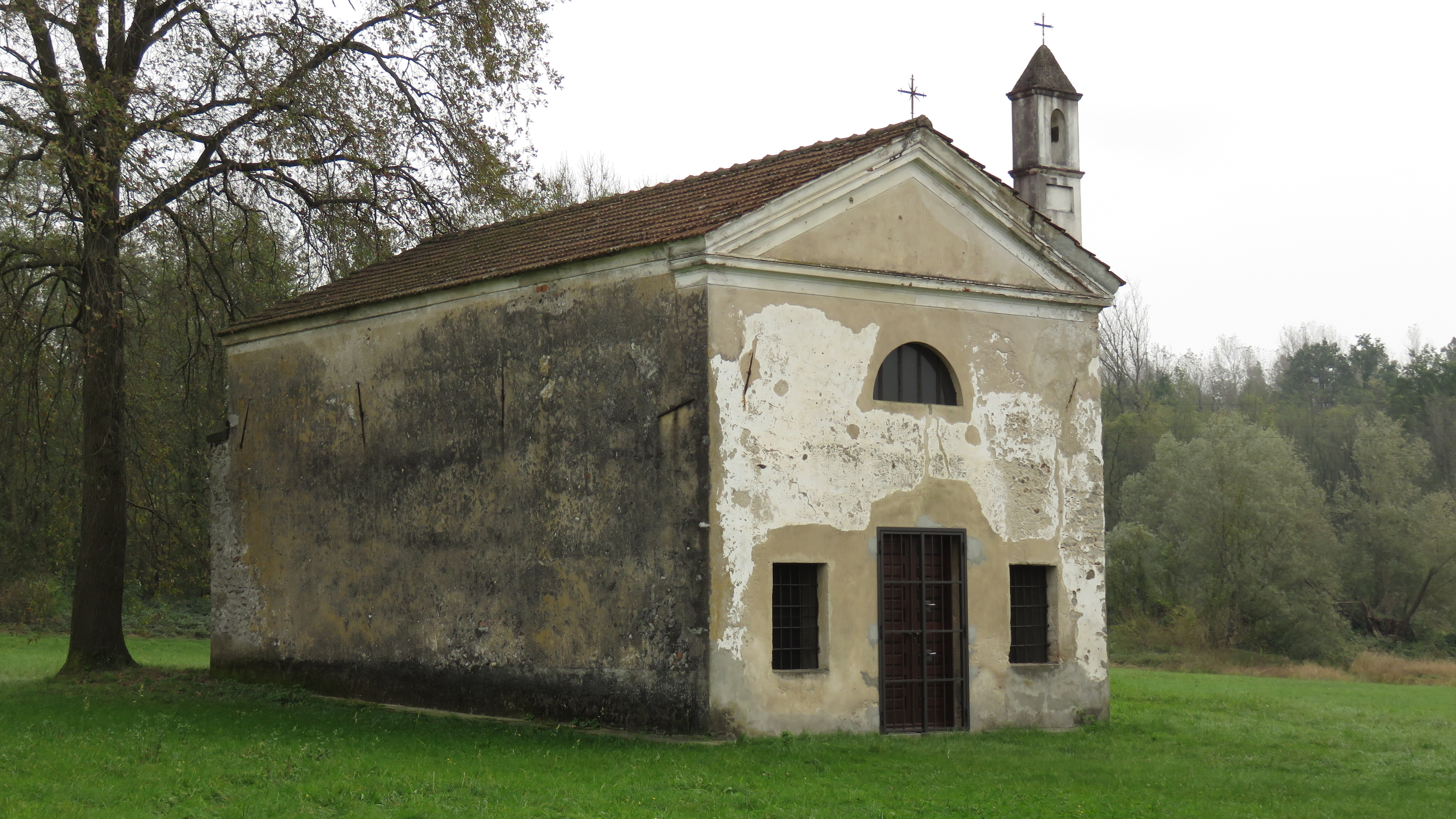

## Società

### Evoluzione demografica
Abitanti censiti

## Amministrazione
Di seguito è presentata una tabella relativa alle amministrazioni che si sono succedute in questo comune.
| Periodo           | Periodo           | Primo cittadino     | Partito                                 | Carica      | Note  |
| ----------------- | ----------------- | ------------------- | --------------------------------------- | ----------- | ----- |
| 28 giugno 1985    | 13 luglio 1990    | Maurizio Sacco      | Democrazia Cristiana                    | Sindaco     | [ 8 ] |
| 13 luglio 1990    | 30 novembre 1990  | Vanna Sacco         |                                         | Sindaco     | [ 8 ] |
| 30 novembre 1990  | 5 marzo 1991      | Luciano Brunetti    |                                         | Comm. pref. | [ 8 ] |
| 5 marzo 1991      | 10 giugno 1996    | Vanna Sacco         | Partito Socialista Democratico Italiano | Sindaco     | [ 8 ] |
| 10 giugno 1996    | 17 aprile 2000    | Carmelo Palumbo     | -                                       | Sindaco     | [ 8 ] |
| 17 aprile 2000    | 5 aprile 2005     | Carmelo Palumbo     | centro                                  | Sindaco     | [ 8 ] |
| 5 aprile 2005     | 30 marzo 2010     | Andrea Guglielmetti | centro-destra                           | Sindaco     | [ 8 ] |
| 30 marzo 2010     | 1º giugno 2015    | Andrea Guglielmetti | lista civica                            | Sindaco     | [ 8 ] |
| 1º giugno 2015    | 22 settembre 2020 | Andrea Guglielmetti | lista civica Bogogno un paese per tutti | Sindaco     | [ 8 ] |
| 22 settembre 2020 | in carica         | Pietro Sacco        | lista civica Bogogno futura             | Sindaco     | [ 8 ] |